# Veliki Burget
Veliki Burget je jezero u Hrvatskoj. Nalazi se u Ličko-senjskoj županiji. Spada u Plitvička jezera, u skupinu Gornjih jezera. Nalazi se na nadmorskoj visini od 545 metara. Površine je 0,1 hektar. Najveća dubina je 2 metra.